# Cleandre de Gela
Cleandre (en grec antic: Κλέανδρος, llatí: Cleander) fou un tirà de Gela que va aconseguir el poder posant fi al règim oligàrquic que fins llavors havia governat el país.
Va dirigir Gela durant set anys, i va morir assassinat el 498 aC per un ciutadà de Gela anomenat Sabil·los. El va succeir el seu germà Hipòcrates, que tenia un fill que també es deia Cleandre. Hipòcrates i el seu germà Euclides van ser deposats més tard per Geló I, que va assolir la tirania el 491 aC, segons diuen Xenofont i Pausànies.